# 마쓰모토 프리츠
마츠모토 프리츠 또는 "마쓰모토 프리츠"(일본어: 松本ぷりっつ, (1974년 1월 12일 ~ )는 일본의 만화가로, 사이타마현 출신이며 당시에는 유치원 교사로도 활동한 적이 있었다. 현재는 만화가로 활동 중이며 주요 만화 작품으로는 우리집 3자매를 편집한 인물로도 알려져 있다. 2005년부터 블로그 활동을 시작하였으며 자신이 겪었던 일을 애니메이션으로 재구성하였다.